# Victor Lindelöf
Victor Jörgen Nilsson Lindelöf (Västerås, 1994. július 17. –) svéd válogatott labdarúgó, legutóbb a Manchester United játékosa volt.

## Statisztika

### Klubcsapatokban
Frissítve: 2025. május 25.
| Klub              | Szezon         | Bajnokság      | Bajnokság | Bajnokság | Bajnoki kupa | Bajnoki kupa | Ligakupa | Ligakupa | Európa | Európa | Egyéb | Egyéb | Összes | Összes |
| Klub              | Szezon         | Bajnokság      | P.        | Gólok     | P.           | Gólok        | P.       | Gólok    | P.     | Gólok  | P.    | Gólok | P.     | Gólok  |
| ----------------- | -------------- | -------------- | --------- | --------- | ------------ | ------------ | -------- | -------- | ------ | ------ | ----- | ----- | ------ | ------ |
| Västerås          | 2010           | Division 1     | 1         | 0         | —            | —            | —        | —        | —      | —      | —     | —     | 1      | 0      |
| Västerås          | 2011           | Superettan     | 27        | 0         | —            | —            | —        | —        | —      | —      | —     | —     | 27     | 0      |
| Västerås          | 2012           | Division 1     | 13        | 0         | —            | —            | —        | —        | —      | —      | —     | —     | 13     | 0      |
| Västerås          | Összes         | Összes         | 41        | 0         | —            | —            | —        | —        | —      | —      | —     | —     | 41     | 0      |
| Benfica B         | 2012–13        | Segunda Liga   | 15        | 0         | —            | —            | —        | —        | —      | —      | —     | —     | 15     | 0      |
| Benfica B         | 2013–14        | Segunda Liga   | 33        | 2         | —            | —            | —        | —        | —      | —      | —     | —     | 33     | 2      |
| Benfica B         | 2014–15        | Segunda Liga   | 41        | 2         | —            | —            | —        | —        | —      | —      | —     | —     | 41     | 2      |
| Benfica B         | 2015–16        | LigaPro        | 7         | 0         | —            | —            | —        | —        | —      | —      | —     | —     | 7      | 0      |
| Benfica B         | Összes         | Összes         | 96        | 4         | —            | —            | —        | —        | —      | —      | —     | —     | 96     | 4      |
| Benfica           | 2013–14        | Primeira Liga  | 1         | 0         | 1            | 0            | 0        | 0        | 0      | 0      | —     | —     | 2      | 0      |
| Benfica           | 2014–15        | Primeira Liga  | 0         | 0         | 1            | 0            | 0        | 0        | 0      | 0      | 0     | 0     | 1      | 0      |
| Benfica           | 2015–16        | Primeira Liga  | 15        | 1         | 0            | 0            | 4        | 0        | 4      | 0      | 0     | 0     | 23     | 1      |
| Benfica           | 2016–17        | Primeira Liga  | 32        | 1         | 4            | 0            | 2        | 0        | 8      | 0      | 1     | 0     | 47     | 1      |
| Benfica           | Összes         | Összes         | 48        | 2         | 6            | 0            | 6        | 0        | 12     | 0      | 1     | 0     | 73     | 2      |
| Manchester United | 2017–18        | Premier League | 17        | 0         | 3            | 0            | 3        | 0        | 5      | 0      | 1     | 0     | 29     | 0      |
| Manchester United | 2018–19        | Premier League | 30        | 1         | 3            | 0            | 0        | 0        | 7      | 0      | —     | —     | 40     | 1      |
| Manchester United | 2019–20        | Premier League | 35        | 1         | 5            | 0            | 3        | 0        | 4      | 0      | —     | —     | 47     | 1      |
| Manchester United | 2020–21        | Premier League | 29        | 1         | 3            | 0            | 2        | 0        | 11     | 0      | —     | —     | 45     | 1      |
| Manchester United | 2021–22        | Premier League | 28        | 0         | 1            | 0            | 1        | 0        | 5      | 0      | —     | —     | 35     | 0      |
| Manchester United | 2022–23        | Premier League | 20        | 0         | 4            | 0            | 4        | 0        | 7      | 0      | —     | —     | 35     | 0      |
| Manchester United | 2023–24        | Premier League | 19        | 1         | 3            | 0            | 2        | 0        | 4      | 0      | —     | —     | 28     | 1      |
| Manchester United | 2024–25        | Premier League | 16        | 0         | 1            | 0            | 2        | 0        | 6      | 0      | 0     | 0     | 25     | 0      |
| Manchester United | Összes         | Összes         | 194       | 4         | 23           | 0            | 17       | 0        | 49     | 0      | 1     | 0     | 284    | 4      |
| Karrier összes    | Karrier összes | Karrier összes | 388       | 10        | 30           | 0            | 23       | 0        | 61     | 0      | 2     | 0     | 504    | 10     |

1. ↑   Taça de Portugal és FA Cup
2. ↑   Taça da Liga és EFL Cup
3. ↑   BL és EL

### Válogatottban
Frissítve: 2025. március 25.
| Svédország | Svédország    | Svédország |
| Év         | Pályára lépés | Gól        |
| ---------- | ------------- | ---------- |
| 2016       | 11            | 1          |
| 2017       | 7             | 0          |
| 2018       | 11            | 1          |
| 2019       | 4             | 1          |
| 2020       | 5             | 0          |
| 2021       | 12            | 0          |
| 2022       | 6             | 0          |
| 2023       | 8             | 0          |
| 2024       | 6             | 0          |
| 2025       | 1             | 0          |
| Összes     | 71            | 3          |

### Válogatott góljai
| # | Dátum       | Helyszín                              | Ellenfél    | Gól | Eredmény | Kiírás                                         |
| - | ----------- | ------------------------------------- | ----------- | --- | -------- | ---------------------------------------------- |
| 1 | 2016.10.10. | Friends Arena, Solna, Svédország      | Bulgária    | 3–0 | 3–0      | 2018-as labdarúgó-világbajnokság-selejtező     |
| 2 | 2018.11.20. | Friends Arena, Solna, Svédország      | Oroszország | 1–0 | 2–0      | 2018–2019-es UEFA Nemzetek Ligája (B liga)     |
| 3 | 2019.09.05. | Tórsvøllur, Tórshavn, Feröer szigetek | Feröer      | 3–0 | 4–0      | 2020-as labdarúgó-Európa-bajnokság (selejtező) |

## Sikerei, díjai

### Klub
- Västerås SK
  - Svéd harmadosztály bajnoka: 2010
- Benfica
  - Portugál bajnok: 2013–2014, 2015–2016, 2016–2017
  - Portugál kupa: 2013–2014, 2016–2017
  - Portugál ligakupa: 2015–2016
  - Portugál szuperkupa: 2016
- Manchester United
  - Angol ligakupa: 2022–2023
  - Angol kupagyőztes: 2023–2024

### Válogatott
- Svédország U21
  - U21-es labdarúgó-Európa-bajnokság: 2015

## Fordítás
Ez a szócikk részben vagy egészben  a   Victor Lindelöf című angol Wikipédia-szócikk fordításán alapul.  Az eredeti cikk szerkesztőit annak laptörténete sorolja fel. Ez a jelzés csupán a megfogalmazás eredetét és a szerzői jogokat jelzi, nem szolgál a cikkben szereplő információk forrásmegjelöléseként.